# Graptopetalum

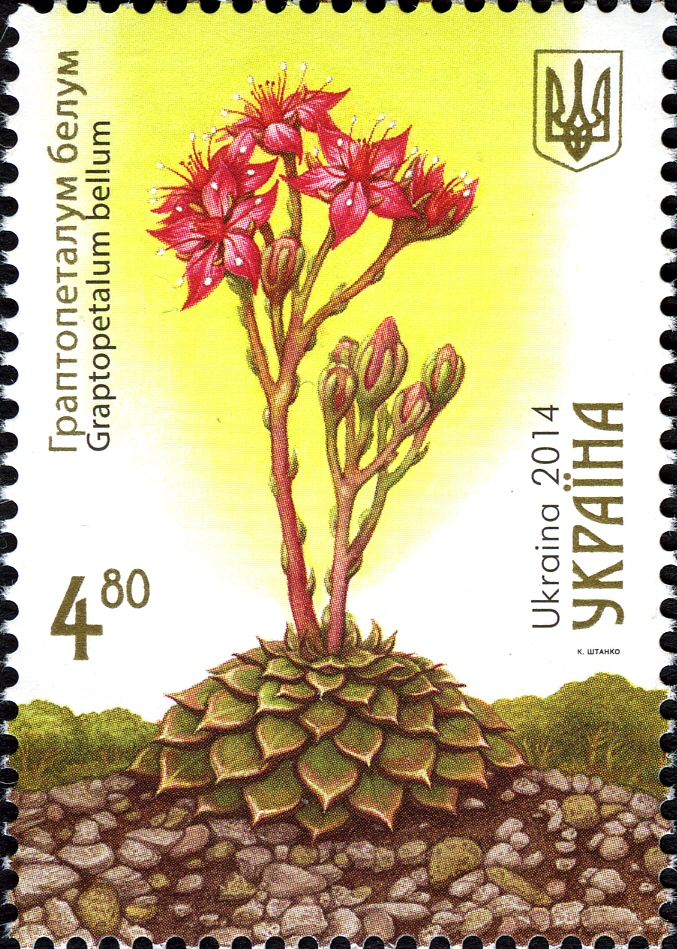
Ilustração da espécie Graptopetalum bellum num selo ucraniano de 2014

Graptopetalum é um género botânico de eudicotiledôneas  pertencente à família das crassuláceas (Crassulaceae). Planta bastante divulgada e de fácil propagação e crescimento, a Graptopetalum espalhou-se rapidamente pelo mundo. Ao contrário do que o nome da espécie mais comum (Graptopetalum paraguayense) indica, ela não é nativa do Paraguai, e sim do México.
Seu primeiro nome, em grego, significa "pétalas pintadas"  e, de facto, conforme a exposição ao sol, adquire tons rosáceos, acobreados ou azulados, podendo ir até o vermelho vivo, passando por cores como roxo ou verde pálido. Tem flores estreladas e cresce em espiral, propagando-se por vezes numa área superior a 60 cm2, acomodando-se também em vasos ou estruturas suspensas.
Muito frágil, tem tendência a se partir facilmente, o que ajuda na sua propagação, já que suas folhas se enraízam com facilidade. Resiste, no entanto a temperaturas extremas de calor e frio, aguentando mesmo o gelo durante algum tempo.